# Théseus (Lully)
Théseus (franc. Thésée, LWV 51) je francouzská opera od Jeana-Baptiste Lullyho, libreto sepsal Philippe Quinault podle Proměn od Publia Ovidia Nasa. Opera měla premiéru 11. ledna 1675, hranou herci z Pařížské národní opery na zámku Saint-Germain-en-Laye. Veřejně byla hrána v dubnu v divadle Palais-Royal.
Děj se točí kolem milostného trojúhelníku: Egée (Aigeus) se chce oženit se svou svěřenkyní, princeznou Aegle (Aiglé, Æglé), zatímco čarodějka Médée (Médeia) chce oženit mladého válečníka Thesea, ale Théseus a Aegle se mají rádi vzájemně. Médée pokusí přinutit zamilované vzdát se sebe: nejprve pomocí své magie, následně tím, že přesvědčí Egéa, aby zabil Théséa jako potenciální hrozbu pro trůn.

## Inscenační historie
Théseus patřil mezi velmi úspěšné Lullyho opery, což se odrazilo i na počtu nových nastudování. Po inscenacích u královského dvora roku 1677 (v Saint-Germain-en-Laye a Fontainebleau) se vrátila do Paříže (Théâtre du Palais-Royal) v říjnu 1679. U královského dvora (tentokrát ve Versailles provedl soubor Opery Thésea znovu roku 1688, rok po Lullyho smrti, a následovala řada dalších repríz na domovské scéně v Paříži (1698, 1707, 1720, 1729, 1744). Poslední zmíněná inscenace podnítila vznik parodií, které se hrály v obou dalších hudebních divadlech tehdy působících v Paříži: pro Théâtre des Italiens sestavil kus Arlequin Thésée Valois d'Orville a pro Théâtre national de l'Opéra-Comique napsali komedii Thésée Charles Favart, Pierre Laujon a Parvy.
Vedle Paříže se Thésus objevil i na jiných francouzských jevištích. Prvním z nich byla opera v Lyonu, kde se hrál v letech 1691 a 1692. V první třetině 18. století se přidaly Lunéville (1708), Lille (1718), Marseille (1720), Dijon (1730?) a Mety. Poslední doložená provedení jsou opět z Lyonu (1740, 1745, 1749).
Ještě za Lullyho života se Théseus dostal i na mimofrancouzská jeviště. 18. května 1682 se při příležitosti návštěvy princezny Oranžské hrál v prvním bruselském operním divadle na Quai au Foin. V Bruselu jej uvedli opět v letech 1697 a 1713, roku 1698 v Gentu a roku 1703 v nizozemském Haagu. Kromě toho se hrála v rezidenci hannoverského vévody ve Wolfenbüttelu (1687) a podle zachované partitury s poznámkami ještě před rokem 1686 rovněž v markrabské rezidenci v Ansbachu. Quinaultovo libreto navíc do italštiny přeložil a přepracoval Nicola Francesco Haym pro G. F. Händela, jehož opera Théseus (Teseo) měla premiéru v roce 1713.
Po roce 1750 se již vkus návštěvníků opery značně změnil a inscenace Thésea se omezily na Paříž a královský dvůr, i zde však postupně v různých úpravách. Koncem roku 1754 byl úspěšně uveden (spolu s třinácti dalšími operami) u dvora Ludvíka XV. ve Fontainebleau, patrně z iniciativy královny Marie Leszczyńské. Operu pro tento účel upravili ředitelé pařížské Opery François Rebel a François Francœur. V prosinci 1765 ji Opera uvedla znovu s doplňky Bertranda de Bury a Pierra-Montana Bertona a se slavnou Sophií Arnaudovou v roli Æglé. Pro obnovenou inscenaci v lednu 1767 podrobil recitativy značné revizi skladatel Jean-Joseph de Mondonville, to však vyvolalo nepříznivé reakce obecenstva, které se dožadovalo původní hudby pokřikem „Thésée-vous, Mondonville“ (variace na francouzské Taisez-vous, tj. Zmlkněte), a ředitelství nařídilo návrat k původnímu znění, které se hrálo ještě roku 1770.
Poslední inscenace Thésea v pařížské Opeře spadá do doby sporů mezi „gluckisty“ a „ramisty“. Nový ředitel Opery Anne-Pierre-Jacques Devismes de Valgay se snažil usmířit zastánce tradiční francouzské opery a moderních směrů inscenační politikou, v níž alespoň jeden den v týdnu připadal na zástupce francouzské operní tradice. V únoru 1779 tak byl na program zařazen právě Lullyho Théseus. Přes počáteční úspěch Théseus (stejně jako většina jiných starších opery) rychle pozbyl diváků a již při čtvrté repríze poklesl výnos z představení pod 2000 livrů, což znamenalo vyřazení z repertoáru. (Již roku 1782 nahradila Lullyho dílo nová verze příběhu, kterou na upravené Quinaultovo libreto a s využitím některých Lullyho melodií složil François-Joseph Gossec.) To byla poslední inscenace kterékoli Lullyho opery na více než sto let, až do postupné renesance francouzské barokní tvorby ve 20. století, a do návratu k samotnému Théseovi uplynulo více než dvě stě let.
V moderní době připravil premiéru v poloscénické podobě dirigent William Christie s orchestrem Académie baroque européenne d'Ambronay a souborem mladých pěvců – studentů různých konzervatoří. Premiéra se konala 16. října 1998 v lyonském Auditoriu, další koncerty se konaly v divadle v Avignonu, v pařížské Cité de la musique, v utrechtském Muziekcentru, v Palais de Beaux-Arts v Bruselu a v divadlech v Caen a Ženevě. Ze zpěváků se vyznamenala především Stéphanie d'Oustrac v rolé Médey.
První skutečnou inscenaci připravil v červnu 2001 soubor Copley Theatre v Bostonu (Tanglewood Music Centre). Další inscenaci uspořádal v listopadu 2008 soubor při kanadské Université McGill v Montréalu. Mezitím dosud nejvýznamnější novodobou inscenaci Thésea uvedly v koprodukci pařížské Théâtre des Champs-Élysées a operní divadlo v Lille (únor a březen 2008). Operu v režii Jeana-Louise Martinotyho a scénografii Hanse Schavernocha dirigovala Emmanuelle Haïm a hlavními interprety byli Paul Agnew (Théseus), Anne Sofie von Otter/Salomé Haller (Médea) a Sophie Karthäuser (Æglé).

## Role
| Role                                                       | Hlas                     | Premiéra, 11. ledna 1675 (v roli účinkoval:) |
| ---------------------------------------------------------- | ------------------------ | -------------------------------------------- |
| Potěšení                                                   | haute-contre, bary-tenor | Langeais, Miracle                            |
| Hra                                                        | bas                      | François Beaumavieille                       |
| Bacchus                                                    | haute-contre             | La Grille                                    |
| Venus                                                      | soprán                   | Mlle Beaucreux                               |
| Cérès                                                      | soprán                   | Mlle de La Borde                             |
| Mars                                                       | bas                      | Godonesche                                   |
| Æglé                                                       | soprán                   | Marie Aubry                                  |
| Médée                                                      | soprán                   | Mlle Saint-Christophe                        |
| Minerve                                                    | soprán                   | Mlle Des Fronteaux                           |
| Vysoká kněžka bohyně Minervy (Grande Prêtresse de Minerve) | soprán                   | Marie Verdier                                |
| Thésée                                                     | bary-tenor (taille)      | Bernard Clédière                             |
| Egée                                                       | baryton                  | Jean Gaye                                    |
| Cleone                                                     | soprán                   | Marie-Madeleine Brigogne                     |
| Arcas                                                      | bas                      | Antoine Morel                                |
| Dorine                                                     | soprán                   | Mlle Beaucreux                               |
| První starý muž                                            | haute-contre             | Tholet                                       |
| Druhý starý muž                                            | bary-tenor (taille)      | Miracle                                      |

## Děj opery

### Prolog
(Zahrady před palácem zámku ve Versailles) Amorci, Grácie, Rozkoše a Hry si stěžují, že pán tohoto paláce zanedbává zábavu a věnuje se jen dobývání slávy; oni všichni proto budou muset tato místa opustit a uchýlit se do okolních lesů (sbor Les jeux et les amours ne règnent pas toujours). Marně Venuše vyzývá Amory k tomu, aby se vrátili, protože bez nich není nikde radosti (recitativ Revenez, amours, revenez). Za zvuků vojenských bubnů a polnic se objeví na svém voze Mars s Bellonou, avšak zastává se Venuše a nařizuje, aby hudbu vojenských nástrojů nahradila pastýřská hudba hobojů a dud (recitativ Que rien ne trouble ici Vénus et les amours). Pak posílá Bellonu pryč, aby roznášela hrůzy války k nepřátelům „této šťastné říše“, zatímco na toto místo se mají navrátit lásky a hry, jimž Ceres a Bacchus se svými pomocníky přichystají občerstvení (Martova árie Partez, allez, volez, redoutable Bellone).
Venuše Martovi vyčítá, že proti „vítěznému hrdinovi“ štve tolik žárlivých nepřátel, protože k lásce je třeba mír (recitativ Inexorable Mars a árie Sans une aimable paix, peut-on jamais attendre). Mars ale slibuje, že s každým novým nepřítelem přichází Francii nové vítězství. „Velkého hrdinu“ musí vše milovat i vše se ho obávat, a tak lze vždy smířit Vítězství a Lásku (duet Tout doit 'aimer… Qu'il passe au gré de ses désirs). K oslavě této jednoty přicházejí Ceres a Bacchus se svým doprovodem a vracejí se i Amorci, Grácie, Rozkoše a Hry (sbor Mêlons aux chants de victoire). Za tance ženců zpívá Ceres o štěstí těch, kdo sklízejí lásku (árie Trop heureux qui moisonne), a Bacchus doprovází tanec sylvánů a bakchantů písní o víně, jež potřebují ti nejšťastnější i ti nejnešťastnější (árie Pour les plus fortunés, pour les plus malheureux). Za zpěvů všech čtyř bohů i sboru (Qu'il passe au gré de ses désirs) vyvrcholí slavnost všeobecným tancem.

### 1. dějství
(Chrám Minervy v Athénách) Proti athénskému králi Egléovi povstala část obyvatel spolu se svými zahraničními spojenci. Zvenčí do chrámu doléhá bitevní vřava (sbor Avançons, avançons, que rien ne nous étonne, který se prolíná celým dějstvím). V budově hledá útočiště vyčerpaná princezna Æglé, Egéova schovanka, a prosí bohyni, aby ukončila krveprolití (recitativ a árie Quelque soit mon destin… O ciel! O juste ciel!). Pak vbíhá její důvěrnice Cléone a Æglé se ji vyptává, zda vítězí Athéňané nebo jejich nepřátelé. Cléone však ve strachu nic nevnímala, jen to, že ji vojevůdce Théseus vyhledal ve vřavě a odvedl sem do bezpečí. I Æglé sem přivedl Théseus a princezna nyní vzpomíná na jeho hrdinské počínání v boji i jeho přitažlivý vzhled, když byl pokryt krví a prachem (árie Au milieu des clameurs, au traves du carnage). Cléone přisvědčuje a ujišťuje Æglé, že ji Théseus miluje (duet Il n'est rien de si beau).
Objevuje se králův důvěrník Arcas: boj je krutý a dosud nerozhodný a král jej vyslal, aby se ujistil o princeznině bezpečnosti. Théseus prý hrdinně bojuje v první linii králova vojska. Æglé se bojí, že rozechvěním prozradí svůj zájem o Thésea, a proto odchází a pověřuje Cléone, aby zjistila od hrdinovi bližší informace (árie Æglé O dieux! Mon secret est connu). Arcas je zamilován do Cléone a ta nejprve vyjadřuje pochyby o jeho lásce (árie J'en doute encor, je le confesse), pak mu ukládá úkol, jehož splněním ji prokáže: má jít za Théseem a bojovat po jeho boku. Arcas je Cléoniným zájmem o Théseův osud nemile dotčen (árie Pour un autre que moi Cléone s'intéresse?) a nechce se mu sloužit svému sokovi, když dostal za úkol od krále střežit obě dívky, ale Cléone jej kárá za bojácnost a žárlivost (árie La valeur à mes yeux a des charmes bien doux). Arcas se podvoluje jejímu přání a odchází do boje.
Minervina velekněžka se s oběma dívkami modlí k bohyni, zatímco venku pokračuje vřava a jeden z bojovníků v ní padne a umírá přímo před jejich očima (modlitba Prions, prions la déesse… O Minerve! arrêtez la cruelle furie). Tu se štěstí naklonilo na stranu králova vojska a je slyšet jeho vítězný zpěv (sbor Liberté, liberté, victoire). Brzy vchází král a ohlašuje porážku vzbouřenců, všichni vzdávají díky bohům. Rozradostněn vítězstvím se Egée obrací na Æglé a oznamuje jí, že si ji vezme za ženu: i ve svém pokročilém věku je vítězný král žádoucím ženichem (árie C'est, peut-être, un peu tard… Faites grâce à mon âge). Æglé hledá výmluvy a připomíná, že Egée přislíbil svou ruku mocné kouzelnici Médei. Král to připouští, ale prozrazuje, že daleko v Troizině je vychováván jeho syn, jehož hodlá Médei nabídnout náhradou. Další princezniny námitky jej jen rozčílí (árie Que Médée en fureur, s'arme, menace, tonne). Brzy nastává obětní obřad: nejprve velekněžka a ostatní kněžky Minervina chrámu vzdávají bohyni díky za vítězství (Cet empire puissant… Chantez tous en paix), pak přicházejí král se svou družinou (pochod, obětní scéna velekněžky O Minerve savante! a sbor Animez nos cœurs et nos bras). Bojovníci přinášejí praporce a zbroj poražených nepřítel a naznačují souboj, slavnost vrcholí opětovným vzýváním Minervy (pochod bojovníků a sbor Que la guerre sanglante).

### 2. dějství
(Egéův palác) Médea u athénského dvora marně hledá úkryt před pronásledováním Amora, který ji dohnal ke zločinu ze zklamané lásky (árie Doux répos, inocente paix). Její důvěrnice Dorine jí radí zapomenout na Iasona a věnovat se hrdinnému Théseovi (árie Recommencez d'aimer… Il faut par le changement). Médea přiznává, že ji Théseova sláva vábí a že, ač je vražedkyní, její srdce miluje ctnost (árie La gloire de Thésée à mes yeux paraît belle). Dorine ji ujišťuje, že jedna změna ji ještě nedělá nestálou v lásce (Le dépit veut que l'on s'engage). Médea vzpomíná na své zločiny, k nimž ji dohnalo její vášnivé srdce (árie Mon cœur aurait encore sa première innocence), a přes Dorinino ujišťování si není jista úspěchem u Thésea.
Přichází král a s obavami se omlouvá své snoubence Médei, že jejich plánovaný sňatek tolik odkládal. To, že na něj ani Médea nespěchá, mu přichází vhod (árie Vous pouvez sans chagrin souffrir que je diffère). Chápe, že jej Médea nemiluje, a nabízí místo sebe svého nemanželského syna. Médea ví o králově zájmu o Æglé a namísto Egéova syna si přeje Thésea. Pak si s králem notují, jak se ke vzájemné spokojenosti rozešli, a opěvují půvaby nestálosti v lásce (duet Ne nous piquons point de constance, árie Médey Quand on suit un amour nouvelle a duet Heureux deux amants inconstants). Arcas přináší králi zprávu, že lid chce provolat Thésea královým dědicem, protože Eglée nemá žádného manželského potomka, a král rozzuřen odchází. Dorine se snaží zadržet Arcase, který býval jejím milencem, a doslechla se o jeho náklonnosti k Cléone (árie Doriny Cléone a des appas). Arcas se jí vymaní a Dorine o samotě přemítá o marnosti lásky (árie C'est donc là tout le prix).
Přichází lid a nese na ramenou vítězného Thésea (sbor Régnez, héros indomptable… Que l'on doit estre). Dva athénští starci si stěžují na strasti stáří a chtějí se podílet na radosti, dokud to ještě jde (duet Pour le peu de bon temps qu'il nous reste). Lid znovu provolává slávu Théseovi, kterého chce za svého vůdce (sbor Que la victoire), Théseus mu velí k uklidnění a rozchodu a chystá se běžet za králem, aby utišil jeho hněv a ujistil ho o své loajalitě. Médea jej zadrží a Théseus se jí svěřuje, že mu na králově přízni záleží proto, že našel u jeho dvora milovanou bytost (árie Sans un charme puissant qui m'attache à sa cour). Médea mu vyjadřuje pochopení a slibuje podporu (árie Un peu d'amoureuse tendresse). Když se dozví, že Théseus miluje Æglé, je raněna, ale nedává na sobě nic znát; jen varuje hrdinu před tím, že král je jeho sokem v lásce, a slibuje mu podporu. Teprve když Théseus odejde, dává kouzelnice průchod své žárlivosti a slibuje své rivalce pomstu (árie Dépit mortel, transport jaloux).

### 3. dějství
(Égeův palác) Æglé netrpělivě očekává Thésea. Obává se, že na ni pro bojovou slávu zapomněl, ale Cléone ji ujišťuje, že po skončeném boji se milenec tím toužebněji vrací k lásce (árie Cléone On n'est pas inconstant pour aimer la victoire, árie Æglé Non, son amour n'est pas extrême a duet La gloire n'est que trop pressante). Arcas přichází připomenout princezně její nadcházející sňatek s králem a vyslovuje jí uznání za to, že se jí podařilo v sestárlém srdci vzniítit cit (árie Lorsque par le feu du bel âge). Æglé se zhrozí a Cléone prosí Arcase, aby se pokusil krále od zamýšleného sňatku odvrátit. Arcas reptá, ale všichni se shodují na tom, že mladá srdce potřebují lásku (tercet Il n'est point de grandeur charmante).
Médea přichází a varuje Æglé před svým hněvem. Æglé se nejprve domnívá, že jí Médea vyčítá sňatek s králem, a ujišťuje jí, že by se mu s radostí vyhnula (árie Ce n'est point dans le rang suprême). Naopak Médei prozrazuje svou lásku k Théseovi (árie J'avais toujours bravé l'amour et sa puissance). To není, co by Médea chtěla slyšet. Zpravuje princeznu o tom, že ona sama si dělá nárok na Thésea a že Æglé si bude muset vzít krále, takže by měla na Thésea zapomenout, jinak bude čelit jejímu hroznému hněvu. Když Æglé stále trvá na své lásce, přistoupí Médea k ukázce svého kouzelnického umění a promění palác ve strašnou pustinu plnou zuřících netvorů.
Æglé, Arcas a Cléone jsou vyděšeni (tercet Dieux, où sommes-nous?). Cléone hledá ochranu u svého milence Arcase, ale tomu létající netvor odebere meč. Objeví se Médeina důvěrnice a Arcasova bývalá milenka Dorina. Arcas je náhle ochoten se k ní vrátit, k čemuž ho povzbuzuje i vyděšená Cléone. Dorina si situace užívá (árie Il est bon d'être nécéssaire), ale nepřikládá těmto slibům váhu, s Arcasem už nechce nic mít (tercet Non, non, je le promets). Netrpělivá Médea káže Dorině odvést Arcase i Cléona, aby se mohla soustředit na svou sokyni, a vyvolává obyvatele podsvětí (scéna invokace Sortez, ombres, sortez de la nuit éternelle). Ti zpěvem a tancem projevují radost nad tím, že budou moci svým hněvem trápit pozemskou bytost (balet a sbor On nous tormente). Obyvatelé podsvětí děsí a pronásledují Æglé,která jim nemůže uniknout (sbor Que tout frémisse).

### 4. dějství
(Pustina) Vyčerpaná Æglé prosí Médeu o milost, ale raději by ztratila život, že aby se vzdala své lásky a provdala se za krále. Médea jí slibuje důkaz ještě větší hrůzy, kterou je schopna způsobit, pokud se princezna nepoddá. Nechává přinést na oblaku neseném létajícími duchy spícího Thésea a povolává na něj Lítice ozbrojené řeřavými kůly a noži (árie Venez à mon scours, implacables Furies). Médea hrozí Æglé, že nechá Thésea zbít, než aby jí ho přepustila. Vyděšená Æglé se rozhoduje splnit Médeiny požadavky, vdát se za krále a na Thésea již nikdy neuvidět. Médea ji ale nutí, aby sama Théseovi dala najevo, že ho již nemiluje. Æglé se zdráhá, ale nakonec souhlasí, aby ušetřila milencův život.
Médea promění pustinu na nádherný začarovaný a probouzí Thésea. Ten vidí, že se od něj Æglé odvrací, a je překvapen. Médea mu namlouvá, že se princezna nechala zlákat nabídkou královy ruky (árie De quoi ne vient pas à bout), lituje ho a vybízí ho, aby se pokusil získat Ægléino srdce zpět; nechává oba o samotě. Thésée se zdrceně vyptává Æglé, proč jej už nemiluje (árie  Æglé ne m'aime plus). Princezna nejprve předstírá, že je nestálá v lásce, Théseovo utrpení jí však dožene k slzám a přiznává mu, že svoluje ke sňatku s králem jen proto, aby ochránila Théseův život zejména před Médeou. Théseus prozrazuje Æglé, že je ve skutečnosti králův syn, který si chtěl vydobýt slávu inkognito vlastní chrabrostí. Oba si přísahají, že si i přes protivenství zůstanou věrni (duet Quelle injustice). Médea sestupuje z oblaku, rozzuřená tím, co slyšela. Théseus i Æglé ji prosí, aby ušetřila toho druhého (duet Épargnez ce que j'aime), a Médea je jejich láskou obměkčena. Vyznává Théseovi lásku, ale ustupuje Æglé a vrací hrdinovi jeho meč (recitativ, árie Médey a tercet Je vous aime, Thésée… Gardez vos tendres amours). Poté svolává obyvatele šťastného ostrova, aby šťastné milence potěšili svým tancem (baletní divertissement).

### 5. dějství
(Palác vykouzlený Médeou; připravuje se velká hostina) Médea je týrána žárlivostí a váhá mezi pomstou, které by ji připravila o toho, koho miluje, a velkodušností. Ale pomyšlení na triumf její sokyně Médeu přiměje rozhodnout se pro pomstu (árie Ah, faut-il me venger). Dorina jí oznamuje, že přípravy ke slavnosti, na níž má král prohlásit Thésea svým následovníkem, jsou dokončeny. Médea své důvěrnici prozrazuje, že se se ztrátou Thésea smířila jen na oko. Ve skutečnosti chce proti němu obrátit krále, využívajíc toho, že Egée neví, že Théseus je jeho syn (recitativ Médey J'ai caché mon dépit sous ma feinte douceur).
Přichází král a Médea má pro něj připravenou otrávenou číši, již má král podat Théseovi. Král má pochyby a bojí se poskvrnit svou čest vraždou, ale Médea mu připomíná, že se Théseovou smrtí zbaví nejen soupeře o Ægléinu lásku, ale navíc zachová trůn pro svého vlastního, v cizině vychovaného syna. Král nakonec svoluje (duet Que la vengeance a d'attraits).
Vzápětí oba vítají Thésea, Æglé a zástup urozených Athéňanů (duet krále a Médey se sborem Ne craignez rien, parfaits amants). Král zahajuje obřad, prohlašuje Thésea svým nástupcem a dává mu napít z číše (recitativ Oublions le passé, ma colère est finie). Théseus nejprve vytáhne s pochvy svůj meč, s nímž zvítězil v boji, a přísahá na něj věrnost králi. Král poznává v meči zbraň, kterou zanechal svému synovi, a zabrání Théseovi, aby otrávený nápoj vypil. Hrdina přiznává, že je královým synem a že si chtěl vydobýt slávu jen svou chrabrostí bez podpory urozeného původu (árie Ce fer eut dans mes mains trahi votre espérance). Když Médea vidí, že tajemství je odhaleno, zmizí. Král ví, že mocnou čarodějku nemá smysl pronásledovat, a i Théseus se domnívá, že nejlepším trestem pro ni bude jejich štěstí (tercet krále, Thésea a Æglé C'est assez d'éviter sa haine). Král se definitivně zříká Æglé a ke všeobecné radosti dává strojit její svatbu s Théseem (ansámbl se sborem Que l'hymen prépare).
Médea se objeví na voze taženém létajícími draky. Mstí se tím, že ruší svá kouzla, takže palác náhle zmizí a prostřené stoly se mění v příšery (recitativ Médey Vous n'étes pas délivrés de ma rage). Vypukne zmatek (sbor Sécourez-nous, justes dieux!). Zjeví se však Minerva ve své slávě a v doprovodu dalších božstev, zažene příšery a vyčaruje nový, ještě nádhernější palác (Minerva a sbor Vivez, vivez dans ces aimables lieux). Nastává velká slavnost, Athéňané tančí a Arcas a Cleone zpívají kuplet o tom, jak je důležité užívat lásky, dokud je to možné (duet Le plus sage s'enflamme et s'engage).

## Nahrávky
- 1973 (LP, výňatky, RCA Victorola) Zpívají Mimi Mattei, Anne Ayer, Hugues Cuénod. Orchestr a sbor Wiener Volksoper řídí Willard Straight.
- 2006 (CD 2007, CPO) Zpívají (Thésée) Howard Crook, (Médée) Laura Pudwell, (Égée) Harry Van der Kamp, (Aeglé) Ellen Hargis, (Cléone) Suzie LeBlanc, (Dorine) Mireille Lebel, (velekněžka) Amanda Forsythe, (Arcas) Olivier Laquerre, (Mars) Marek Rzepka, (Bacchus) Marc Molomot, (Potěšení) Aaron Sheehan, (Hra) Aaron Engebreth, (pastýřka) Teresa Wakim. Orchestr a sbor Boston Early Music Festival řídí Paul O'Dette et Stephen Stubbs.